# 坂下町停留場
坂下町停留場（さかしたまちていりゅうじょう）は、富山県高岡市坂下町・片原中島町にある万葉線の停留場。高岡大仏口という副駅名がある。

## 歴史
- 1948年（昭和23年）4月10日：富山地方鉄道の地鉄高岡（現・高岡駅） - 伏木港間の開業により中間駅として開設。
- 1959年（昭和34年）4月1日：事業譲渡により、加越能鉄道の駅となる。
- 2002年（平成14年）4月1日：事業譲渡により、万葉線の駅となる。
- 2005年（平成17年）11月1日：副駅名が付けられる。

## 停留場構造
相対式ホーム2面1線の地上駅である。上下線のホームが、交差点を挟んで反対側に設置されている（千鳥式配置）。
御車山祭の時は全電車が当駅折返しとなる。

## 停留場周辺
高岡大仏のある大佛寺は停留場から坂下町商店街を真っ直ぐ抜けた位置にある。
- 坂下町商店街
- 大佛寺

## 隣の停留場
万葉線
■高岡軌道線（高岡軌道線）
片原町停留場 - 坂下町停留場 - 急患医療センター前停留場